# Accademia Nazionale dei Lincei

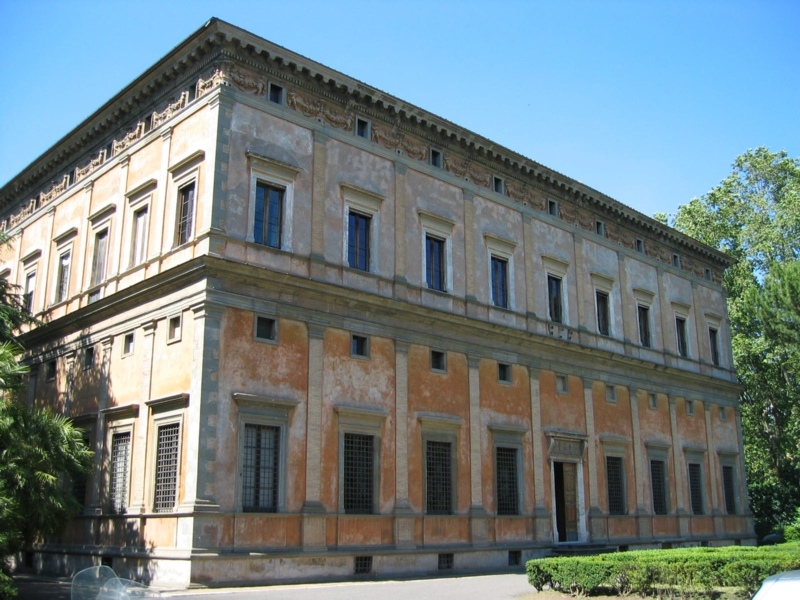
Accademia Nazionale dei Lincei. Sediul din Villa Farnesina (Roma).

Accademia Nazionale dei Lincei este cea mai veche academie de științe din lume. A fost fondată la Roma în anul 1603, ca Accademia dei Lincei, cu scopul de a fi sediul unor întâlniri dedicate progresului științelor. Numele e derivat de la cuvântul italian lince, în română râs sau linx, un animal despre care se zice că are vederea deosebit de ageră, așa cum este mintea celor care se dedică științelor.